# If I Ruled the World
If I Ruled the World var ett brittiskt TV-program som hade premiär 1998 och varade i 2 säsonger. Programmet är originalversionen av svenska succéprogrammet Parlamentet.